# William Carey
William Carey (Paulerspury, 17 de agosto de 1761–Serampore, 9 de junio de 1834) fue un misionero inglés y ministro bautista de la Sociedad Misionera Bautista, traductor, reformador social y antropólogo cultural que fundó el Serampore College y la Serampore University, la primera universidad que otorga títulos en la India, conocido como el padre de las misiones modernas.
Fue a Calcuta (Kolkata) en 1793, pero fue obligado a abandonar el territorio indio británico por misioneros cristianos no bautistas. Se unió a los misioneros bautistas en la colonia danesa de Frederiksnagar en Serampore. Una de sus primeras contribuciones fue iniciar escuelas para niños empobrecidos donde se les enseñaba a leer, escribir, contabilidad y cristianismo. Abrió la primera universidad teológica en Serampore que ofrecía títulos de teología, e hizo campaña para poner fin a la práctica de sati.
Carey es conocido como el "padre de las misiones modernas". Su ensayo, Una investigación sobre las obligaciones de los cristianos de utilizar medios para la conversión de los paganos, condujo a la fundación de la Sociedad Misionera Bautista. La Sociedad Asiática elogió a Carey por «sus eminentes servicios al abrir las tiendas de literatura india al conocimiento de Europa y por su amplio conocimiento de la ciencia, la historia natural y la botánica de este país y sus útiles contribuciones, en cada rama».
Tradujo el Ramayana del hindú clásico al inglés y la Biblia al bengalí, oriya, asamés, marathi, hindi y sánscrito. William Carey ha sido llamado reformador e ilustre misionero cristiano.

## Biografía
Carey sirvió durante cuarenta años evangelizando, fundando escuelas y traduciendo la Biblia a diferentes lenguas del país. Se le considera como uno de los grandes del evangelismo y misiones modernas. Desarrolló un plan de misiones y animó a muchos a integrarse a dicho trabajo.
Antes de salir de Inglaterra fue pastor bautista. Dedicó mucho tiempo a la lectura y a los idiomas. A los 21 años de edad ya dominaba el latín, el griego, el hebreo y el italiano, e iniciaba con el danés y el francés. 
Un día, en un momento de quietud en su trabajo (vendiendo zapatos), escuchó el llamado de Dios. Escuchó: «si el deber de todo hombre es escuchar el evangelio… entonces, es el deber de aquellos a los que se les ha encomendado con el evangelio es aspirar a llevarlo a todas las naciones» y él susurró: «Heme aquí, envíame a mí».
En ese tiempo no había agencias misioneras, ni siquiera interés en el tema de misiones. Sin embargo, persistió en que “debíamos ir”. Leyendo y buscando, entendió la necesidad de muchos de conocer de Cristo y la distancia y la hostilidad de la India contra los misioneros no lo detuvo. 
En 1793, él y su familia (su esposa Dorothy y dos hijos en ese momento) fueron a la India. Luego de un viaje de cinco meses en barco llegaron al país. 
Su inicio no fue fácil, comenzando por el viaje, mismo en el cual vivió una tormenta muy fuerte, y luego enfermedades y hambrunas. Su ministerio no fue fácil. Sin embargo, sabía que Dios le había llamado y fue persistente en la evangelización en medio de la idolatría y de la indiferencia. Pasó años de trabajar sin ver fruto (ni un convertido hindú en siete años), deudas, deterioro mental de su esposa, muerte; solo por la gracia de Dios, Carey persistía en el llamado de Cristo. Fue quien dijo la famosa frase: «Espera grandes cosas de Dios e intenta grandes cosas para Dios».
Entre las cosas que vivió y enfrentó fue la división por castas. Esta división social tan marcada le dolía en el corazón y la consideraba inútil ante los ojos de Dios. Expresaba en sus cartas su dolor y su opinión al respecto. 
Otra cosa que le molestaba, y por la que se pronunció con fuerza, era la tradición de quemar vivas a las viudas en el entierro del esposo. Conmovido por esto, le imploró al Gobernador inglés que prohibiera esa horrible acción. Por alguna razón, la costumbre no se canceló, sino hasta 1828, cuando William Bentinck fue constituido Gobernador General. Uno de sus primeras acciones fue detener este cruel acto. En diciembre de 1829 se firmó el edicto y Carey tuvo el privilegio de traducirlo al bengalí. 
La idolatría en la India: en sus cartas hablaba de los muchos dioses y ritos que vio. En las calles hacían altares grandes, con sus ídolos y llevaban sus ofrendas de comida y flores, junto a música que él catalogaba como "horrible". Estos ritos se prestaban para enriquecer más a los ricos (que eran los que "ponían el altar") y los pobres eran los que llevaban las ofrendas.
Afirma que abiertamente «les hablaba de lo malo de los ídolos, y de la insensatez de adorarlos, de la verdadera naturaleza de Dios, y del camino de salvación por Cristo». En una ocasión tuvo la oportunidad de ver a un hombre de la casta alta muy interesado y persuadido. La multitud le gritaba a este hombre que callara a Carey (porque por posición social debía hacerlo), pero no pudo. Se quedó callado y perplejo. 
Otro ritual que presenció muchas veces, y del que hablaba en contra era el ritual de arrojar a niños pequeños al río como sacrificio a los dioses. 
Predicó por muchos lugares de la India. Fue a zonas aisladas, llenas de animales salvajes. Comentaba que a veces caminaba por kilómetros, y al llegar, debía hacer a un lado el cansancio para compartir de Cristo. En medio de serpientes, a veces tigres (a los que sí temía) y chacales, sus pies recorrieron muchos lugares y por años, no vio ni un convertido. 
1800 fue un año de cambio para Carey. Un año de cosecha: se bautizó el primer convertido hindú y se logró imprimir el Nuevo Testamento a Bengalí. El primer ejemplar lo pusieron en la mesa principal de la iglesia (donde se ponía la Santa Cena) y se realizó un culto de acción de gracias por haber concluido esta obra. 
Con el nuevo testamento hecho, el siguiente paso sería enseñarle a la gente a leerlo y en poco tiempo, él y el equipo misionero que había logrado establecer, tenían aproximadamente cien escuelas en Bengalí. Como misionero, demostró un gran amor por la gente y perseverancia en la predicación del evangelio. Murió siendo muy pobre, a pesar de grandes donaciones que recibió, pero no se las gastó para él. Siempre invirtió esos dineros en la obra misionera.

### Primeros años
William Carey, el mayor de cinco hermanos, nació de Edmund y Elizabeth Carey, que eran tejedores de oficio, en la aldea de Pury End en la parroquia de Paulerspury, Northamptonshire. William se crio en la Iglesia de Inglaterra ; cuando tenía seis años, su padre fue nombrado secretario parroquial y maestro de escuela de la aldea. De niño era curioso y estaba muy interesado en las ciencias naturales, en particular la botánica. Poseía un don natural para el idioma, aprendiendo latín por sí mismo. 
A la edad de 14 años, el padre de Carey lo puso como aprendiz de un cordwainer en el cercano pueblo de Piddington, Northamptonshire. Su maestro, Clarke Nichols, era un eclesiástico como él, pero otro aprendiz, John Warr, era un disidente. A través de su influencia, Carey dejaría la Iglesia de Inglaterra y se uniría a otros disidentes para formar una pequeña iglesia congregacional en la cercana Hackleton. Mientras era aprendiz de Nichols, también aprendió griego por sí mismo con la ayuda de un aldeano local que tenía una educación universitaria.
Cuando Nichols murió en 1779, Carey se puso a trabajar para el zapatero local, Thomas Old; se casó con la cuñada de Old, Dorothy Plackett, en 1781 en la Iglesia de San Juan Bautista, Piddington. A diferencia de William, Dorothy era analfabeta; su firma en el registro matrimonial es una cruda cruda. William y Dorothy Carey tuvieron siete hijos, cinco hijos y dos hijas; ambas niñas murieron en la infancia, al igual que su hijo Peter, que murió a la edad de 5 años. Thomas Old murió poco después, y Carey se hizo cargo de su negocio, tiempo durante el cual aprendió por sí mismo hebreo, italiano, holandés y francés, a menudo leyendo mientras trabaja en los zapatos.
Carey reconoció sus orígenes humildes y se refirió a sí mismo como un zapatero. John Brown Myers tituló su biografía de Carey William Carey, el zapatero que se convirtió en el padre y fundador de las misiones modernas.

### Fundación de la Sociedad Misionera Bautista
Carey se involucró con una asociación local de bautistas particulares que se había formado recientemente, donde conoció a hombres como John Ryland, John Sutcliff y Andrew Fuller, quienes se convertirían en sus amigos íntimos en años posteriores. Lo invitaron a predicar en su iglesia en la cercana aldea de Earls Barton cada dos domingos. El 5 de octubre de 1783, William Carey fue bautizado por Ryland y se comprometió con la denominación bautista. 
En 1785, Carey fue nombrado maestro de escuela del pueblo de Moulton. También fue invitado a servir como pastor de la iglesia bautista local. Durante este tiempo leyó el relato de Jonathan Edwards sobre la vida del difunto reverendo David Brainerd y los diarios del explorador James Cook, y se preocupó por la propagación del evangelio cristiano por todo el mundo. John Eliot (c. 1604 - 21 de mayo de 1690), misionero puritano en Nueva Inglaterra, y David Brainerd (1718-1747) se convirtieron en los "héroes canonizados" y "encendedores" de Carey.  
En 1789, Carey se convirtió en pastor de tiempo completo de la Iglesia Bautista Harvey Lane en Leicester. Tres años más tarde, en 1792, publicó su innovador manifiesto misionero, Una investigación sobre las obligaciones de los cristianos de utilizar medios para la conversión de los paganos. Este breve libro consta de cinco partes. La primera parte es una justificación teológica para la actividad misionera, argumentando que el mandato de Jesús de hacer discípulos en todo el mundo (Mateo 28:18 - 20) sigue siendo obligatorio para los cristianos. 
La segunda parte describe una historia de la actividad misionera, comenzando con la Iglesia primitiva y terminando con David Brainerd y John Wesley. 
La Parte 3 comprende 26 páginas de tablas, que enumeran estadísticas de área, población y religión para todos los países del mundo. Carey había recopilado estas cifras durante sus años como maestro de escuela. La cuarta parte responde a objeciones al envío de misioneros, como dificultad para aprender el idioma o peligro para la vida. Finalmente, la quinta parte llama a la formación por parte de la denominación bautista de una sociedad misionera y describe los medios prácticos por los que podría ser apoyada. El folleto fundamental de Carey describe su base para las misiones: obligación cristiana, uso inteligente de los recursos disponibles e información precisa. [ cita requerida ]

Más tarde, Carey predicó un sermón pro-misionero (el Sermón Inmortal), usando Isaías 54 : 2-3 como su texto, en el que usó repetidamente el epigrama que se ha convertido en su cita más famosa:
Espere grandes cosas de Dios; Intenta grandes cosas para Dios.
Carey finalmente superó la resistencia al esfuerzo misionero, y la Sociedad Bautista Particular para la Propagación del Evangelio entre los Paganos (posteriormente la Sociedad Misionera Bautista y desde 2000 BMS World Mission ) fue fundada en octubre de 1792, incluyendo a Carey, Andrew Fuller, John Ryland y John Sutcliff como miembros fundadores. Luego se preocuparon por cuestiones prácticas, como la recaudación de fondos, así como la decisión de hacia dónde dirigirían sus esfuerzos. Un médico misionero, John Thomas, había estado en Calcuta y estaba en Inglaterra recaudando fondos; acordaron apoyarlo y que Carey lo acompañaría a la India.

## Vida misionera en la India
Carey, su hijo mayor Felix, Thomas y su esposa e hija zarparon de Londres a bordo de un barco inglés en abril de 1793. Dorothy Carey se había negado a salir de Inglaterra, estaba embarazada de su cuarto hijo y nunca había estado a más de unas pocas millas de su casa; pero antes de irse le pidieron de nuevo que los acompañara y ella dio su consentimiento, sabiendo que su hermana Kitty la ayudaría a dar a luz. En el camino se retrasaron en la Isla de Wight, momento en el que el capitán del barco recibió la noticia de que pondría en peligro su mando si transportaba a los misioneros a Calcuta, ya que su viaje no autorizado violaba el monopolio comercial de la Compañía Británica de las Indias Orientales.. Decidió navegar sin ellos, y se retrasaron hasta junio, cuando Thomas encontró un capitán danés dispuesto a ofrecerles pasaje. Mientras tanto, la esposa de Carey, que ya había dado a luz, accedió a acompañarlo siempre que su hermana también viniera. Aterrizaron en Calcuta en noviembre.  
Durante el primer año en Calcuta, los misioneros buscaron medios para mantenerse y un lugar para establecer su misión. También comenzaron a aprender el idioma bengalí para comunicarse con los demás. Un amigo de Thomas era dueño de dos fábricas de índigo y necesitaba gerentes, por lo que Carey se mudó con su familia al norte de Midnapore. Durante los seis años que Carey administró la planta de añil, completó la primera revisión de su Nuevo Testamento bengalí y comenzó a formular los principios sobre los cuales se formaría su comunidad misionera, incluida la vida comunitaria, la autosuficiencia financiera y la capacitación de ministros indígenas. Su hijo Peter murió de disentería, lo que, junto con otras causas de estrés, provocó que Dorothy sufriera un ataque de nervios del que nunca se recuperó. 
Mientras tanto, la sociedad misionera había comenzado a enviar más misioneros a la India. El primero en llegar fue John Fountain, que llegó a Midnapore y comenzó a enseñar. Lo siguió William Ward, un impresor; Joshua Marshman, maestro de escuela; David Brunsdon, uno de los estudiantes de Marshman; y William Grant, quien murió tres semanas después de su llegada. Debido a que la Compañía de las Indias Orientales todavía era hostil a los misioneros, se establecieron en la colonia danesa en Serampore y Carey se unió allí el 10 de enero de 1800.

### Periodo indio tardío
Una vez asentada en Serampore, la misión compró una casa lo suficientemente grande para albergar a todas sus familias y una escuela, que sería su principal medio de sustento. Ward instaló una imprenta con una imprenta de segunda mano que Carey había adquirido y comenzó la tarea de imprimir la Biblia en bengalí. En agosto de 1800, Fountain murió de disentería. A fines de ese año, la misión tuvo su primer converso, un hindú llamado Krishna Pal. También se habían ganado la buena voluntad del gobierno local danés y de Richard Wellesley, entonces gobernador general de la India.
La conversión de los hindúes al cristianismo planteó una nueva pregunta a los misioneros sobre si era apropiado que los conversos mantuvieran su casta. En 1802, la hija de Krishna Pal, un Sudra, se casó con un brahmán. Esta boda fue una demostración pública de que la iglesia repudiaba las distinciones de casta.
Brunsdon y Thomas murieron en 1801. El mismo año, el gobernador general fundó Fort William College, una universidad destinada a educar a los funcionarios públicos. Le ofreció a Carey el puesto de profesor de bengalí. Los colegas de Carey en la universidad incluían expertos, a quienes podía consultar para corregir su testamento bengalí. Uno de sus colegas fue Madan Mohan Tarkalankar, quien le enseñó el idioma sánscrito. También escribió gramáticas de bengalí y sánscrito, y comenzó una traducción de la Biblia al sánscrito. También usó su influencia con el Gobernador General para ayudar a poner fin a las prácticas de sacrificio infantil y suttee, después de consultar con los expertos y determinar que no tenían base en los escritos sagrados hindúes (aunque estos últimos no serían abolidos hasta 1829).
Dorothy Carey murió en 1807. Debido a su debilitante colapso mental, hacía mucho que había dejado de ser un miembro capaz de la misión, y su condición era una carga adicional para ella. John Marshman escribió cómo Carey trabajó en sus estudios y traducciones, "... mientras una esposa loca, frecuentemente forjada a un estado de excitación angustiosa, estaba en la habitación de al lado,,,".
Varios amigos y colegas habían instado a William a que llevara a Dorothy a un asilo. Pero retrocedió ante la idea del trato que podría recibir en ese lugar y asumió la responsabilidad de mantenerla dentro del hogar familiar, a pesar de que los niños estaban expuestos a su ira. 
En 1808, Carey se volvió a casar. Su nueva esposa Charlotte Rhumohr, miembro danesa de su iglesia, era, a diferencia de Dorothy, igual intelectual de Carey. Estuvieron casados durante 13 años hasta su muerte.
De la imprenta de la misión llegaron traducciones de la Biblia en bengalí, sánscrito y otros idiomas y dialectos importantes. Muchos de estos idiomas nunca se habían impreso antes; William Ward tuvo que crear golpes para el tipo a mano. Carey había comenzado a traducir literatura y escritos sagrados del sánscrito original al inglés para hacerlos accesibles a su propio compatriota. El 11 de marzo de 1812, un incendio en la imprenta provocó daños por valor de 10.000 libras esterlinas y pérdida de trabajo. Entre las pérdidas hubo muchos manuscritos irreemplazables, incluida gran parte de la traducción de la literatura sánscrita de Carey y un diccionario políglota de sánscrito y lenguas afines, que habría sido una filología fundamental.el trabajo se había completado. Sin embargo, la propia prensa y los golpes se salvaron, y la misión pudo seguir imprimiendo en seis meses. Durante la vida de Carey, la misión imprimió y distribuyó la Biblia total o parcialmente en 44 idiomas y dialectos.
Además, en 1812, Adoniram Judson, un misionero congregacional estadounidense que se dirigía a la India, estudió las Escrituras sobre el bautismo en preparación para una reunión con Carey. Sus estudios lo llevaron a convertirse en bautista. La insistencia de Carey a los bautistas estadounidenses para que asumieran el apoyo a la misión de Judson, llevó a la fundación en 1814 de la primera junta de misiones bautistas estadounidenses, la Convención Misionera General de la Denominación Bautista en los Estados Unidos de América para Misiones Extranjeras, más tarde conocida como la Convención Trienal. La mayoría de las denominaciones bautistas estadounidenses de hoy en día descienden directa o indirectamente de esta convención.
En 1818, la misión fundó Serampore College para capacitar a ministros indígenas para la iglesia en crecimiento y para brindar educación en artes y ciencias a cualquier persona, independientemente de su casta o país. Federico VI, rey de Dinamarca, otorgó una carta real en 1827 que convirtió a la universidad en una institución que otorga títulos, la primera en Asia. 
En 1820, Carey fundó la Agri Horticultural Society of India en Alipore, Calcuta, apoyando su entusiasmo por la botánica. Cuando William Roxburgh se fue de licencia, a Carey se le encomendó el mantenimiento del Jardín Botánico de Calcuta. El género Careya recibió su nombre. 
La abreviatura estándar del autor Carey se usa para indicar a esta persona como el autor cuando se cita un nombre botánico. 
La segunda esposa de Carey, Charlotte, murió en 1821, seguida de su hijo mayor, Félix. En 1823 se casó por tercera vez con una viuda llamada Grace Hughes.
La disensión interna y el resentimiento crecían dentro de la Sociedad Misionera a medida que aumentaba su número, los misioneros mayores murieron y fueron reemplazados por hombres con menos experiencia. Llegaron nuevos misioneros que no estaban dispuestos a vivir en la forma comunal que se había desarrollado, llegando incluso a exigir "una casa separada, establo y sirvientes". No acostumbrados a la rigurosa ética de trabajo de Carey, Ward y Marshman, los nuevos misioneros pensaron que sus mayores, particularmente Marshman, eran algo dictatoriales, asignándoles un trabajo que no era de su agrado.
Andrew Fuller, que había sido secretario de la Sociedad en Inglaterra, había muerto en 1815, y su sucesor, John Dyer, era un burócrata que intentó reorganizar la Sociedad según líneas comerciales y administrar cada detalle de la misión Serampore desde Inglaterra. Sus diferencias demostraron ser irreconciliables, y Carey rompió formalmente los lazos con la sociedad misionera que había fundado, dejando la propiedad de la misión y mudándose a los terrenos de la universidad. Vivió una vida tranquila hasta su muerte en 1834, revisando su Biblia bengalí, predicando y enseñando a los estudiantes. El sofá en el que murió, el 9 de junio de 1834, se encuentra ahora en Regent's Park College, el salón bautista de la Universidad de Oxford.

### La vida en la India
Mucho de lo que se sabe sobre las actividades de Carey en la India proviene de los informes misioneros enviados a casa. Historiadores como Comaroffs, Thorne, Van der Veer y Brian Pennington señalan que la representación de un gran hombre William Carey

 
la India en estos informes debe examinarse en su contexto y con cuidado por su ideología evangélica y colonial. Los informes de Carey estaban condicionados por sus antecedentes, factores personales y sus propias creencias religiosas. Las notas polémicas y las observaciones de Carey y su colega William Ward, estaban en una comunidad que sufría de pobreza extrema y epidemias, y construyeron una visión de la cultura de la India y el hinduismo a la luz de sus objetivos misioneros. Estos informes fueron de aquellos que habían declarado su convicción en el trabajo misionero extranjero, y las cartas describen experiencias de extranjeros que fueron resentidos tanto por la población india como por los funcionarios europeos y los grupos cristianos competidores. Sus relatos de la cultura y el hinduismo se falsificaron en Bengala, que era física, política y espiritualmente difícil de predicar. Pennington resume los relatos informados por Carey y sus colegas de la siguiente manera: 
Plagados de ansiedades y temores sobre su propia salud, recordando regularmente a colegas que habían perdido la vida o la razón, inseguros de su propia ubicación social y predicando a multitudes cuyas reacciones iban desde la indiferencia hasta la diversión y la hostilidad, los misioneros encontraron expresión para sus más oscuros recelos. en su producción de lo que seguramente es parte de su legado moteado: un hinduismo fabricado enloquecido por la sed de sangre y dedicado al servicio de los demonios. 
Carey recomendó que los británicos en la India deberían aprender e interpretar el sánscrito de una manera "compatible con los objetivos coloniales", escribió que "para ganar el oído de aquellos que son engañados de esta manera, es necesario que crean que el hablante ha un conocimiento superior del tema. En estas circunstancias, el conocimiento del sánscrito es valioso". Según el historiador indio V. Rao, Carey carecía de comprensión y respeto por la cultura india, describiendo la música india como "repugnante" y recordando prácticas "deshonrosas" para Dios. Tales actitudes afectaron la literatura escrita por Carey y sus colegas.

## Historia familiar
Las biografías de Carey, como las de F. D. Walker y J. B. Myers, solo aluden a la angustia de Carey causada por la enfermedad mental y el posterior colapso sufrido por su esposa, Dorothy, en los primeros años de su ministerio en la India. Más recientemente, la biografía de Beck sobre Dorothy Carey pinta un cuadro más detallado: William Carey desarraigó a su familia de todo lo que le era familiar y trató de asentarlos en una de las culturas más inverosímiles y difíciles del mundo para una campesina inglesa sin educación del siglo XVIII. Enfrentada a enormes dificultades para adaptarse a todo este cambio, no logró adaptarse emocionalmente y, en última instancia, mentalmente, y su esposo parecía no poder ayudarla a superar todo esto porque simplemente no sabía qué hacer al respecto. Carey incluso escribió a sus hermanas en Inglaterra el 5 de octubre de 1795: «Hace algún tiempo que he estado en peligro de perder la vida. Los celos son el gran mal que acecha su mente».  
El colapso mental de Dorothy («al mismo tiempo que William Carey estaba bautizando a su primer converso indio ya su hijo Félix, su esposa fue confinada a la fuerza en su habitación, delirando de locura») condujo inevitablemente a otros problemas familiares. Joshua Marshman estaba consternado por la negligencia con la que Carey trató a sus cuatro hijos cuando los conoció por primera vez en 1800. De 4, 7, 12 y 15 años, no eran educados, indisciplinados e incluso sin educación.

## Escatología
Además del estudio de Iain Murray, The Puritan Hope, se ha prestado menos atención en las numerosas biografías de Carey a su escatología posmilenial como se expresa en su principal manifiesto misionero, notablemente ni siquiera en el artículo de Bruce J. Nichols "The Theology of William Carey". Carey era calvinista y postmilenialista. Incluso las dos disertaciones que discuten sus logros (por Oussoren y Potts) ignoran grandes áreas de su teología. Tampoco menciona sus puntos de vista escatológicos, que jugaron un papel importante en su celo misionero. Una excepción, que se encuentra en la biografía de James Beck de su primera esposa, menciona su optimismo personal en el capítulo sobre "Actitudes hacia el futuro", pero no su perspectiva optimista sobre las misiones mundiales, que deriva de la teología posmilenial. 

## Traducción, educación y escuelas
Carey dedicó grandes esfuerzos y tiempo al estudio no solo de la lengua común del bengalí, sino de muchas otras lenguas vernáculas indias, incluida la antigua lengua raíz del sánscrito. En colaboración con el College of Fort William, Carey emprendió la traducción de los clásicos hindúes al inglés, comenzando con el poema épico de tres volúmenes Ramayana. Luego tradujo la Biblia al bengalí, oriya, marathi, hindi, asamés, sánscrito y partes de ella a otros dialectos e idiomas. Durante 30 años, Carey sirvió en la universidad como profesor de bengalí, sánscrito y marathi, publicando, en 1805, el primer libro sobre Gramática marathi.  
El Serampore Misión de prensa que Carey fundada es reconocido como el único de prensa que “pensaba constantemente lo suficientemente importante que las fuentes costosas de tipo votar por los idiomas irregulares y abandonados del pueblo indio." Carey y sus producido libros de texto, diccionarios, literatura clásica y otras publicaciones que sirvieron a niños de escuela primaria, estudiantes de nivel universitario y público en general, incluida la primera gramática sánscrita sistemática que sirvió de modelo para publicaciones posteriores 
A finales de 1700 y principios de 1800 en India, solo los niños de ciertos estratos sociales recibieron educación, e incluso eso se limitó a la contabilidad básica y la religión hindú. Solo los brahmanes y las castas de escritores sabían leer, y luego solo los hombres, las mujeres no tenían ninguna educación. Carey inició las Escuelas Dominicales en las que los niños aprendían a leer utilizando la Biblia como libro de texto. En 1794 Carey abrió, a su propio costo, lo que se considera la primera escuela primaria en toda la India. El sistema de escuelas públicas que inició Carey se expandió para incluir a las niñas en una era en la que la educación de las mujeres se consideraba impensable. Se considera que el trabajo de Carey proporcionó el punto de partida de lo que se convirtió en la Sociedad de Educación Vernácula Cristiana que proporciona educación en inglés en toda la India.

## Legado e influencia
William Carey pasó 41 años en la India sin licencia. Su misión contaba con unos 700 conversos en una nación de millones, pero había sentado una base impresionante de traducciones de la Biblia, educación y reforma social. Se le ha referido como el "padre de las misiones modernas ", y como el "primer antropólogo cultural de la India".  

Se dice que su enseñanza, traducciones, escritos y publicaciones, sus establecimientos educativos y su influencia en la reforma social han "marcado el punto de inflexión de la cultura india de una tendencia descendente a una ascendente".
[Carey] vio a la India no como un país extranjero para ser explotado, sino como la tierra de su Padre celestial para ser amado y salvado... él creía en comprender y controlar la naturaleza en lugar de temerla, apaciguarla o adorarla; en desarrollar el propio intelecto en lugar de matarlo como enseñaba el misticismo. Hizo hincapié en disfrutar de la literatura y la cultura en lugar de rechazarlas como maya. 
Carey jugó un papel decisivo en el lanzamiento de Serampore College en Serampore. 
La apasionada insistencia de Carey en el cambio resultó en la fundación de la Baptist Missionary Society. 
Carey tiene al menos once escuelas que llevan su nombre: William Carey Christian School (WCCS) en Sídney, NSW, William Carey International University, fundada en 1876 en Pasadena, California, Carey Theological College en Vancouver, Columbia Británica, Carey Baptist College en Auckland, Nueva Zelanda, Carey Baptist Grammar School en Melbourne, Victoria, Carey College en Colombo, Sri Lanka, William Carey University, fundada en Hattiesburg, Misisipi, en 1892, y Carey Baptist College en Perth, Australia. La Academia William Carey de Chittagong, Bangladés, enseña tanto a niños bangladesíes como a niños expatriados, desde el jardín de infantes hasta el grado 12, y la Escuela William Carey Memorial, (un medio mixto en inglés), opera en Serampore, Hooghly. Una escuela intermedia de inglés llamada William Carey International School se estableció el 17 de agosto de 2008 en Daca, Bangladés.

## Artefactos
La iglesia de St James en Paulerspury, Northamptonshire, donde Carey fue bautizado y asistido cuando era niño, tiene una exhibición de William Carey. La Iglesia Bautista Carey en Moulton, Northamptonshire, también tiene una exhibición de artefactos relacionados con William Carey, así como la cabaña cercana donde vivía.  
En Leicester, la iglesia bautista de Harvey Lane, la última iglesia en Inglaterra donde Carey sirvió antes de irse a la India, fue destruida por un incendio en 1921. La cabaña cercana de Carey había servido como museo de 'Memories of Carey' desde 1915 hasta que fue destruida para abrieron paso a un nuevo sistema de carreteras en 1968. Artefactos del museo fueron entregados a la Iglesia Bautista Central en Charles Street, Leicester, que alberga el Museo William Carey. 
La Biblioteca y Archivo Angus en Oxford tiene la colección más grande de cartas de Carey, así como numerosos artefactos como su Biblia y el letrero de su tienda de cordwainer. Hay una gran colección de artefactos históricos que incluyen cartas, libros y otros artefactos que pertenecieron a Carey en el Centro para el Estudio de la Vida y Obra de William Carey en Donnell Hall en el campus de Hattiesburg de la Universidad William Carey.

## Organizaciones fundadas
Carey fue uno de los fundadores de la Sociedad Misionera Bautista. Como misionero en la colonia danesa Serampore en India, tradujo la Biblia al bengalí, al sánscrito, y a otras lenguas y dialectos. Existen al menos cinco instituciones académicas con su nombre, Seminario Bíblico William Carey en Córdoba - Argentina, William Carey International University en Pasadena, California, Carey Theological College en Vancouver, Columbia Británica, Carey Baptist College, William Carey University, Hattiesburg, Misisipi Colegio Guillermo Carey en Barranquilla-Colombia. Colegio Guillermo Carey.